# إستخر بهن
إستخر بهن هي قرية في مقاطعة خوانسار، إيران. عدد سكان هذه القرية هو 12 في سنة 2006.